# Flatosoma diastola
Flatosoma diastola är en insektsart som först beskrevs av Schmidt 1909.  Flatosoma diastola ingår i släktet Flatosoma och familjen Flatidae. Inga underarter finns listade i Catalogue of Life.